# Грохот шнековий

Грохот шнековий.

Шнекові грохоти (ГШ) призначені для сухого розсіву вугілля та сланців з високою вологою по крупності від 13 мм.
Шнековий грохот (рис.) складається з трьох однакових взаємозамінних секцій-каскадів 1. Секція являє собою ряд валів-шнеків 2 з двозахідними правою та лівою навивками витків встановлених у передній і задній опорах закріплених на рамі 3. Кожний вал-шнек встановлюється в двох вальницях кочення.
Крутний момент на валу-шнеку робочої поверхні грохота передається від електродвигуна клиноремінною передачею. Щілини просіювальної поверхні, що створюються витками валів-шнеків, можуть бути відрегульовані для класифікації за необхідним розміром.
Матеріал по робочій поверхні переміщується ребрами валів-шнеків, при цьому відбувається відсів підрешітного продукту, а також примусове очищення елементів робочої поверхні від налиплих частинок. Каскадне розташування робочої поверхні та висока частота обертання валів-шнеків (475 хв–1) сприяють активному перемішуванню матеріалу, що забезпечує високу ефективність грохочення.
Переваги шнекових грохотів — відсутність вібрацій та динамічних навантажень на будівельні конструкції будов збагачувальних фабрик, малий рівень шуму і високі ефективність та продуктивністю при грохоченні вологих матеріалів.

## Технічні характеристики шнекових грохотів

.

Технічні характеристики шнекових грохотів